# Алма матер
Алма матер (лат. мајка хранитељица, енгл. Nourishing Mother) је назив коришћен у старом Риму као титула за богиње мајке, нарочито Церес и Сибила (грч. Σίβυλλα, лат. Sibylla, енгл. Cybele).
У модерном језику (нарочито у Северној Америци) то је обично школа, колеџ или универзитет на ком је неко студирао и дипломирао (тј. добио духовну храну). Израз може да се односи и на песму која се везује за школу.
Алма Матер Студиорум (лат. мајка хранитељица учености) је мото Универзитета у Болоњи, најстаријег универзитета на свету који у континуитету ради и још увек постоји.
Алма Матер Европа (Alma Mater Europaea) је интернационални универзитет који је основала Европска академије наука и уметности (European Academy of Sciences and Arts) 2010. године. Седиште је у Салцбургу, Аустрија, али већина студената студира у кампу словеначког универзитета названом Алма Матер Европа — Европски центар, у Марибору, Словенија.